# كركدن سومطري
الكَرَكَدَّن السُّومَطْرِي أو وَحِيدُ القَرنِ السُّومَطْرِي أو الخِرتِيتِ السُّومَطْرِي هو كركدن وأحد الأنواع الخمس الباقية من فصيلة الكركدنيات، والنوع الوحيد الباقي من جنس دايسروهينوس. يُعَدّ الكركدن السومطري أحد الثدييات الضَّخمة، غير أنه أصغر أنواع الكركدنيات، إذ يبلغ ارتفاعه عند الكتف ما يتراوح من 112 إلى 145 سنتيمتراً، وأما طول جسده الإجمالي فمن 2.71 إلى 3.88 م. تتراوح أوزانه المُسجَّلة من 500 إلى 1,000 كيلوغرام، بمتوسّط 700 إلى 800 كيلوغرام، بل وقد وصل في إحدى الحالات المسجلة إلى نحو 2,000 كيلوغرام. لدى الكركدن السومطري - مثله مثل الكركدن الأبيض - قرنان لا واحد بالواقع، قرن أماميٌّ كبير فوق الأنف بطول 15 إلى 25 سنتيمتراً، والآخر نتوءٌ صغيرٌ فوق العينين. ويغطِّي أغلب جسد الحيوان غطاءٌ من الشعر البني المُحمَرّ.
قطن الكركدن السومطري بالماضي الغابات المطيرة والمستنقعات والغابات الضبابية في جنوب وجنوب شرق آسيا، بدول الصين والهند وبوتان وبنغلادش وبورما وتايلند ولاوس وماليزيا وإندونيسيا، كما قطن في القدم أيضاً منطقة سيشوان جنوب غرب الصين. غير أنه باتَ الآن نوعاً معرَّضاً لخطر الانقراض للغاية، إذ لم يبقَ له وجود في البرية إلا بستّ مناطق أساسية، منها أربعة في سومطرة، وواحدة في بورنيو، وواحدة في شبه الجزيرة الماليزية. ومن الصَّعب تحديد الأعداد المتبقية منه بدقّة نظراً إلى طبيعته الانعزالية، لكن التقديرات المتوفّرة تشير إلى أقل من 275 رأس. علاوةً على ذلك، كان هناك شكوكٌ بانقراض المجموعة المتبقية بشبه الجزيرة الماليزية، فضلاً عن أنّ إحدى مجموعات جزيرة سومطرة الأربعة قد تكون انقرضت بالفعل هي الأخرى. وعلى هذه الحال قُدِّر الرَّقم الإجمالي بنحو 200 رأس فحسب، سنة 2017. يعود هذا التقلُّص المستمرّ بأعداد الكركدن السومطري إلى صيده سعياً وراءَ قرونه، التي تُقدَّر كثيراً في الطب الشعبيّ الصينيّ، وقد يُدفَع لقاء كل كيلوغرامٍ منها ما يصل إلى 30,000 $ في السوق السوداء. وفي سنة 2019، أشار باحثون إلى أنَّ إجمالي الجمهرة العالميَّة من الكركدن السومطري وصل إلى 80 رأسًا فقط، بينما أعلن الصندوق العالمي للطبيعة أنَّ الأعداد أقل من ذلك وتصل إلى 30 رأسًا فحسب.
الكركدن السومطري هو حيوان ذو طبيعة انعزاليّة، إلا في حال التزاوج أو تنشأة الصّغار. وهو أكثر أنواع الكركدن تواصلاً بالصّوت، كما أنه يتواصل مع الأفراد الآخرين من نوعه بترك علامات آثارٍ على التربة باستخدام أقدامه، أو بنحت الأشجار بأشكال معيّنة، أو بنشر البراز. الكركدن السومطري مدروسٌ علمياً بشكل أفضل بكثير من قريبه كركدن جاوة، ويعود هذا جزئياً إلى برنامج جلب 40 رأساً منه للأسر بهدف الحفاظ على النّوع وإنقاذه من الانقراض. غير أنّ البرنامج يُعَدّ كارثة، حيث نفقت أغلب الحيوانات المجلوبة، ولم يلدوا أي صغار حتى مضيّ نحو 20 سنة، ليكون انحدار أعدادهم أسوأ حتى من انحدار النوع في البرية.
أطلقت وزارة البيئة الإندونيسيَّة مشروع تعداد الرؤوس الباقية من الكركدنَّات السومطريَّة خلال شهر فبراير 2019، على أن تنتهي منه خلال ثلاث سنوات. نفق آخر ذكرٍ وأُنثى من هذه الكركدنَّات في ماليزيا خلال شهريّ مايو ونوفمبر 2019 على التوالي، فأصبحت هذه الحيوانات في عداد الكائنات المُنقرضة محليَّا في الدولة سالِفة الذِكر، ولم يعد منها أفرادٌ بريَّة إلَّا في إندونيسيا. ويُقدَّر عدد الأفراد الباقية منها حول العالم بِحوالي 80 فقط. وبحسب الصندوق العالمي للطبيعة فإنَّ أعدادها تصلُ إلى 30 كركدنًا لا أكثر.

## التصنيف

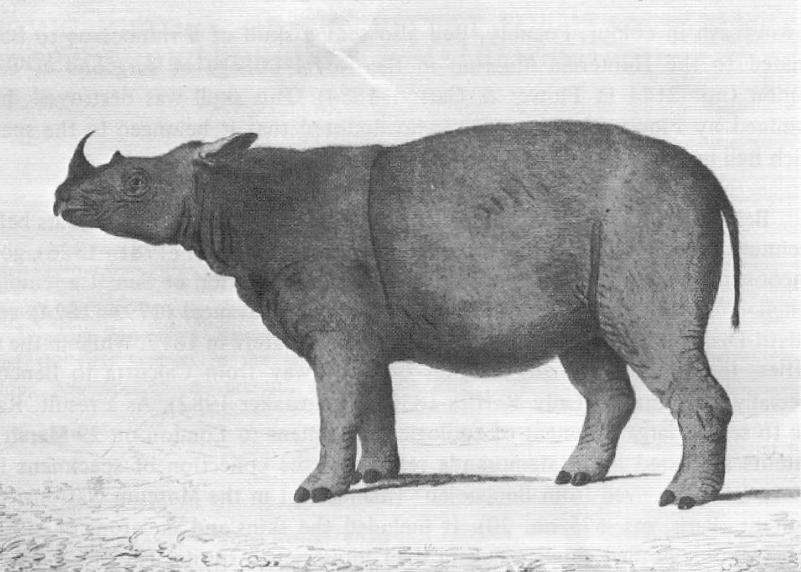
أول رسمٍ لأول كركدن سومطري معروفٍ في العالم الغربي، بريشة وليام بل عام 1793.

كانت أول حالة مُسجَّلة لمشاهدة الكركدن السومطري أثناء صيد حيوانٍ منه سنة 1793 على مسافة 16 كيلومتراً من حصن مارلبورو قرب ساحل جزيرة سومطرة الغربيّ. وقد أرسل وصف مكتوب ورسومات للحيوان إلى عالم الطّبيعة جوزيف بانكس، ثم رئيس الجمعية الملكية، الذي نشر ورقة بحثية حول العيّنة في السنة ذاتها. لكن النوع لم يُعطَى اسماً علمياً حتى سنة 1814، حيث سمَّاه العالم الألماني وقيّم متحف دارون الحكومي في موسكو يوهان فيشر فون فالدهايم.
اشتقّ اسم النّوع العلمي "Dicerorhinus sumatrensis" من الكلمات الإغريقيَّة داي (بالإغريقية: δι) أي «اثنان»، وسيروس (بالإغريقية: κέρας) أي «قرن»، وراينوس (بالإغريقية: ρινος) أي «أنف». وأما الكلمة الثانية من الاسم العلمي فهي تعني النّسبة إلى سومطرة: السومطريّ، وهي الجزيرة الإندونيسية التي عثر فيها على النّوع وصنّف للمرَّة الأولى. كان كارولوس لينيوس بالأصل قد صَنَّف جميع الكركدنيات في جنس الكركدن (باللاتينية: Rhinoceros)، ومن ثمَّ عُرِفَ النّوع علمياً بالأصل بـ"Rhinoceros sumatrensis". إلا أنّ الأحيائي البريطاني جوشوا بروكس اعتبر الكركدن السومطريّ جنساً مستقلاً، وأطلق على هذا الجنس الجديد اسم "Didermocerus" في سنة 1828. ثم اقترح الأحيائي الألماني قسطنطين ويلهليم غلوجر استبداله بـ"Dicerorhinus" في سنة 1841، بينما اقترح البريطاني جورج إدوارد غري سنة 1868 اسم "Ceratorhinus"، وأصبح هذا شائع الاستخدام على نطاقٍ واسع، حتى أصدرت الهيئة الدولية لتسمية الحيوانات قراراً في سنة 1977 باعتماد اسم "Dicerorhinus" الأقدم.

### النويعات[21]
- الكركدن السومطريّ الغربي (اللاتينية: D. s. sumatrensis): لم يبق منه سوى 170 إلى 230 رأساً، معظمها في متنزهي: بوكت باريسان سيلاتان وغونوغ لوسور الوطنيَّين بجزيرة سومطرة،[1] كما ربَّما لا زال يعيش نحو 75 منها في شبه الجزيرة الماليزية.[22] التهديدات الأساسية التي تواجه النويعة هذه هي: تدمير البيئة الطبيعية والصيد غير القانوني.[23] يقطن الكركدن الغربي منطقتين هما: جزيرة سومطرة وشبه الجزيرة الماليزية، وقد كان يُظَنّ في وقتٍ من الأوقات أن المجموعة القاطنة بشبه الجزيرة الماليزية نويع منفصل سُمِّي «D. s. niger»، لكن تُدُورِكَ لاحقاً كونهما متشابهين جداً.[3]
- الكركدن السومطريّ الشرقي أو البورنيّ (D. s. harrissoni): كانت النويعة هذه منتشرةً في أنحاء جزيرة بورنيو بيومٍ من الأيَّام، لكن لم يبقَ منها الآن سوى ما يُقدَّر بنحو 50 رأساً. والمناطق المعروفة التي تقطنها على الجزيرة هي ولاية صباح الماليزية، كما توجد تقارير غير مؤكّدة عن مشاهدتها في ولايتي سراوق وكليمنتان.[1] سُمِّيت هذه النويعة تيمناً بالبريطاني توم هارّيسون، الذي أجرى بحوثًا واسعةً في الحياة على بورنيو خلال الستينيات.[24] الكركدن البورني هو أصغر النويعات الثلاث للكركدن السومطري حجماً.[3] كانت الجمهرة الأسيرة من هذه النويعة تتكوَّن من ذكرٍ وأُنثيان، وقد عاشت جميعها في محميَّة الكركدن  البورنيّ في إقليم صباح. نفقت أولى الإناث سنة 2017 بينما نفق الذكر والأُنثى الأُخرى سنة 2019.[25][26]

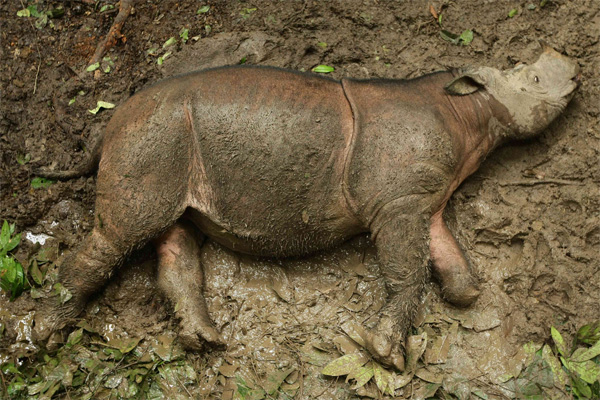
الكركدن البورنيوي

- الكركدن السومطريّ الشمالي (D. s. lasiotis): كانت تقطن فيما مضى الهند وبنغلاديش، إلا أنّها أصبح يُصنَّف الآن نويعاً منقرضاً في كليهما. وتشير بعض التّقارير إلى أنّ هذه النويعة ربَّما لا تزال باقية في ميانمار، لكن الأوضاع السياسية غير المستقرّة في البلاد حالت دون تأكيد ذلك.[1] اشتقّ اسمها العلمي «lasiotis» من كلمتين إغريقيَّتين تعنيان «الأذنين المشعرَّتين» (المكسوَّتين بالشعر)، إلا أن الدراسات اللاحقة أظهرت أن شعر الأذنين عندها ليس أطول منه عند النويعتين الأخرتين، ومع ذلك لا زال نويعة مستقلة بالنظر إلى كونها أكبر حجماً من النويعات الأخرى بشكلٍ واضح.[3]

### التطور

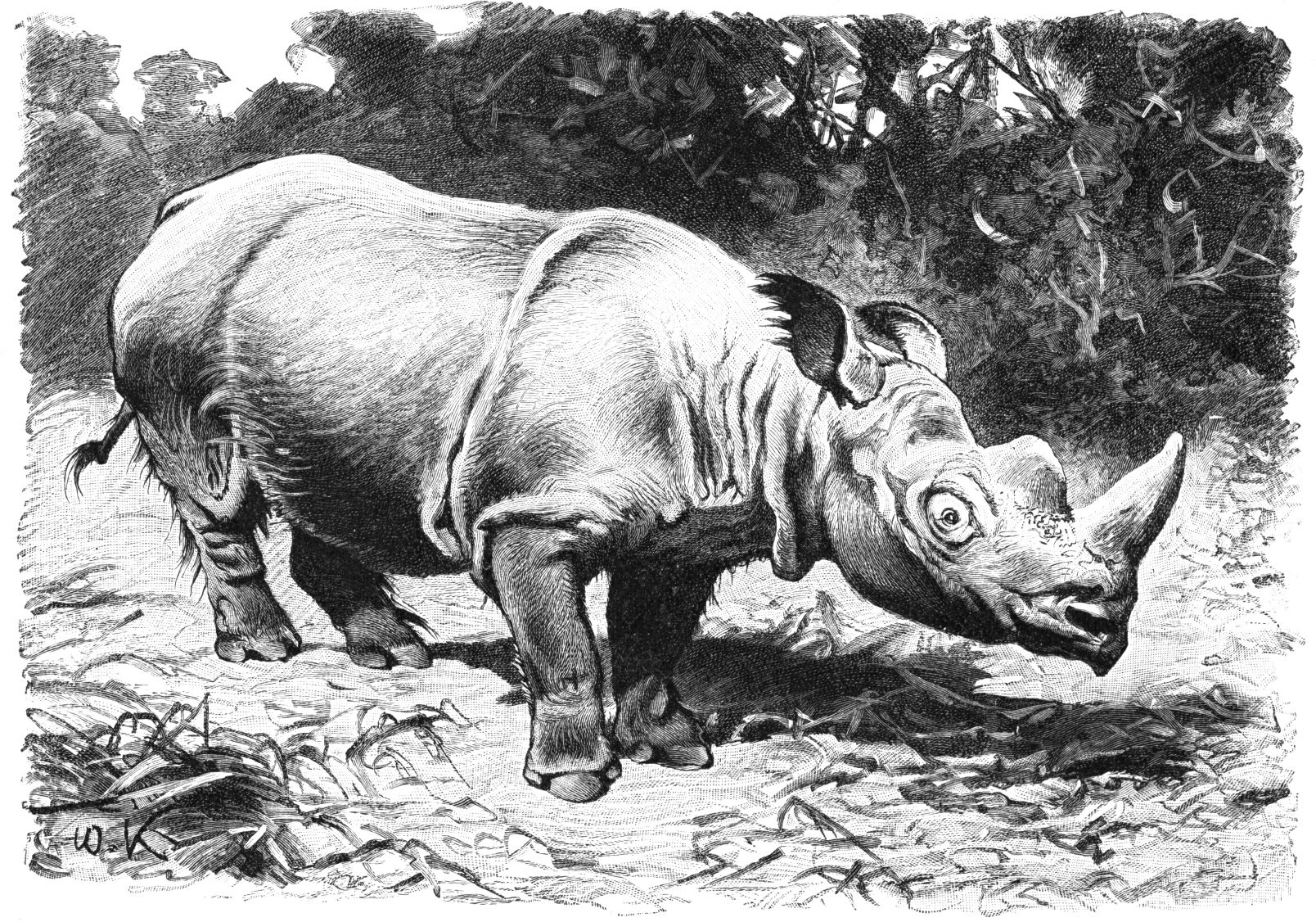
رسم يعود إلى عام 1927.

تطوَّرت الكركدنيات للمرة الأولى من وتريات الأصابع الأخرى خلال عصر الإيوسين المبكر. وتوحي مقارنات الحمض النوويّ للمتقدرات بأنّ أسلافها انفصلت عن أسلاف الخيليات قبل حوالي 50 مليون سنة، إذ ظهرت للمرَّة الأولى في أوراسيا خلال الإيوسين المبكر، ثمَّ بدأت الأنواع الباقية اليوم منها بالانتشار في أنحاء آسيا مع بداية عصر الميوسين.

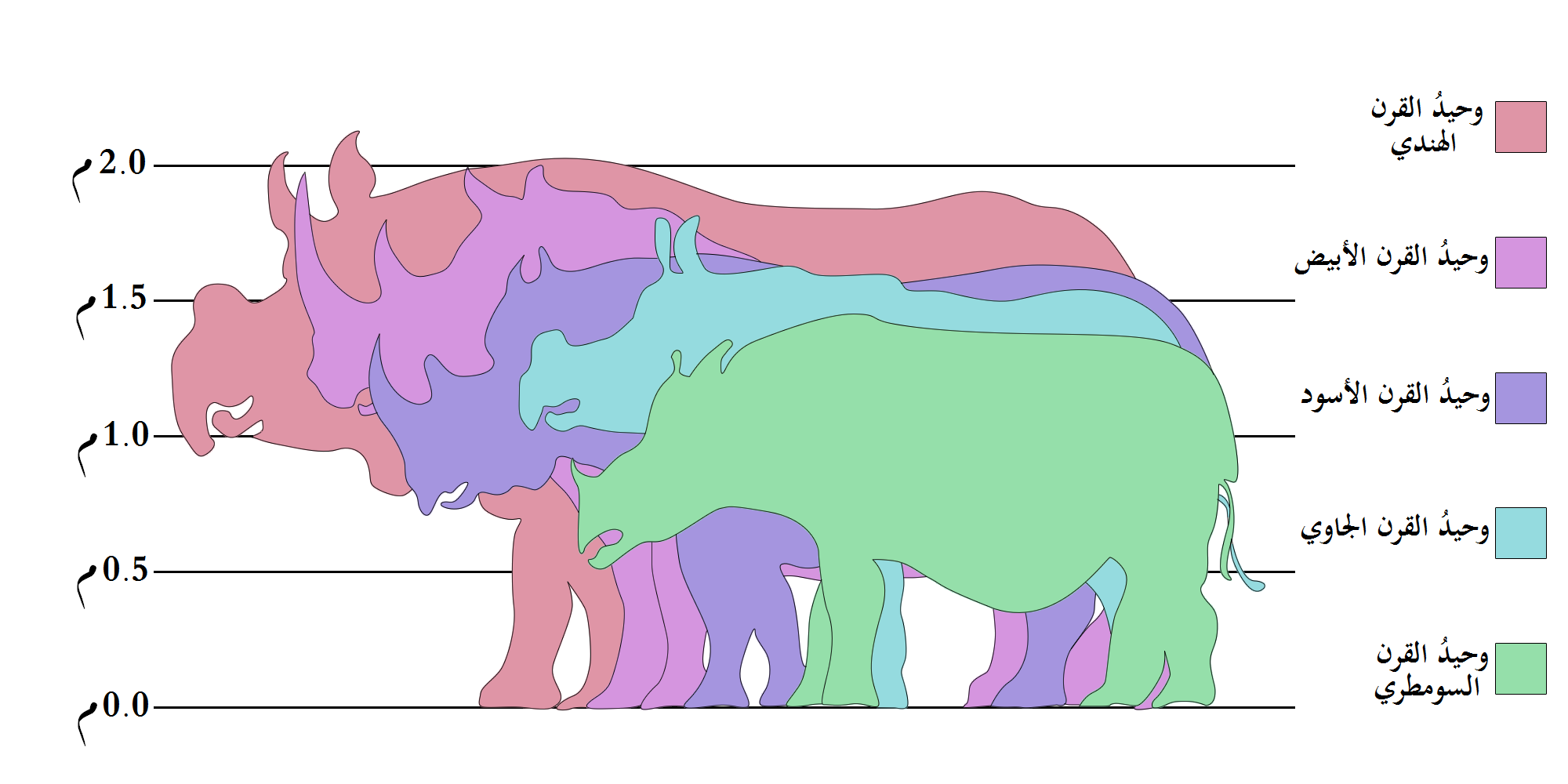
مُقارنة بين أحجام الأنواع الباقية من الكركدنَّات، يظهر فيها الكركدن السومطري في المركز الأخير.

يُعدّ الكركدن السومطري أقل أنواع الكركدن  الحية اختلافاً عن أسلافهم المنقرضة، فهو يتشارك الكثير من السّمات والصّفات مع أسلافه من عصر الميوسين. تشير الدلائل التاريخية في سجل الأحافير إلى أن جنس ثنائي القرون ظهر في عصر الميوسين المبكر، قبل نحو 23 إلى 16 مليون سنة، وقد صُنِّفت معه عدة أنواعٍ منقرضة من الكركدن، إلا أن النوع السومطري هو الوحيد الباقي من الجنس حتى اليوم. تظهر التحاليل أنّ جنس ثنائي القرن انفصل عن الأنواع الأربع الباقية الأخرى من الكركدن قبل 25.9 ± 1.9 مليون سنة، وقد وُضِعت ثلاث فرضيات لتوضيح العلاقة بين الكركدن السومطري والأنواع الحية الأخرى من الكركدنيات. تقول الفرضية الأولى أنّ الكركدن السومطري وثيق الصلة بقريبيه الأسود والأبيض في أفريقيا، بدلالة أن النوع لديه قرنان لا واحد فقط. فيما تذهب الفرضية الثانية إلى أن النوع السومطري هو صنف شقيق للنوعين الجاويّ والهنديّ، بالنظر إلى قرب مناطق تواجدهم الجغرافية وتداخلها الكبير. وأما الفرضية الثالثة والأحدث فتفيد بأن النوعين الأفريقيَّين والنوعين الآسيويَّين والنوع السومطري منفرداً تمثّل ثلاث تفرّعاتٍ أساسيّةً للكركدنيات انفصلت عن بعضها البعض قبل 25.9 مليون سنة، وقد يكون هذا سبب عدم وضوح أيٍّ من المجموعات ظهرت أولاً.
يعتقد العلماء أن الكركدن السومطري وثيق الصّلة بالكركدن الصوفي المنقرض، بسبب التّشابهات الشكليَّة الكبيرة بينهما. حاز الكركدن الصوفي اسمه بسبب غطاء الشعر الكثيف الذي كان يغطّي جسده، وهي سمة يتشاركها مع النوع السومطري الحديث، وكان قد ظهر للمرة الأولى في الصين في عصر البلستوسين العلويّ، ثم انتشر في أنحاء أوراسيا من كوريا إلى إسبانيا. نجى الكركدن الصوفي من العصر الجليدي، إلا أنه - مثله مثل الماموث الصوفي - باتَ منقرضاً بحلول نحو 8,000 سنة قبل الميلاد. ومع أن بعض الدراسات الشكليّة شكَّكت بالعلاقة بين الكركدن الصوفي والنوع السومطري الحديث، إلا أن تحاليل المورّثات الحديثة اعتبرت النوعين صنفين شقيقين.

## الوصف

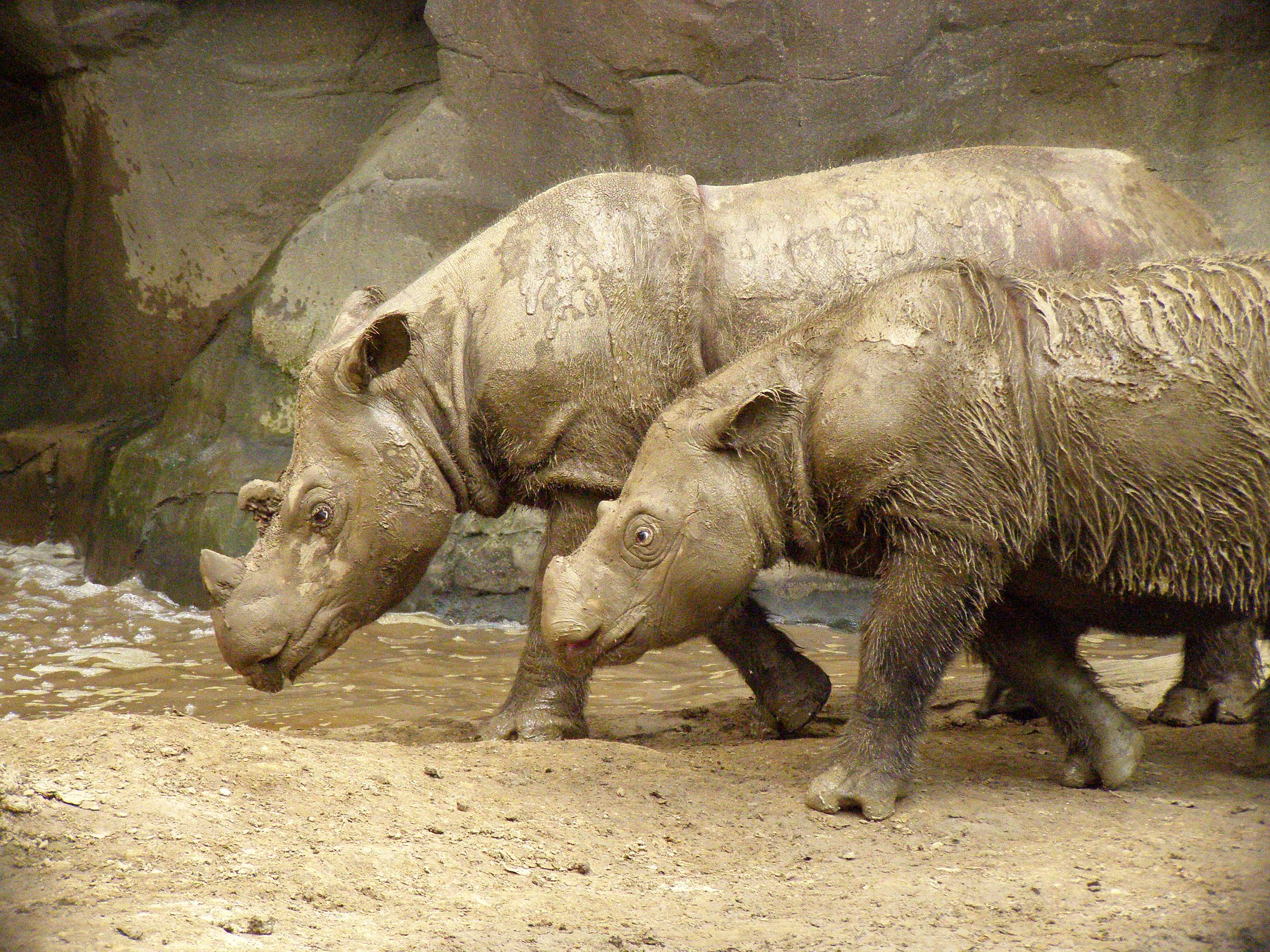
كركدنان سومطريَّان في حديقة حيوانات سنسناتي.

يبلغ ارتفاع كركدن سومطري بالغ عند الكتف 120 إلى 145 سنتيمتراً، وطوله نحو 250 سنتيمتراً، ووزنه 500 إلى 800 كيلوغرام، مع أن الحيوانات الكبيرة منه في حدائق الحيوان قد يصل وزنها حتى 1,000 كيلوغرام. لدى الكركدن السومطريّ - مثل النوعين الأفريقيَّين - قرنان، الأكبر منهما هو القرن الأمامي الذي يقع فوق الأنف، ويتراوح طوله عادةً من 15 إلى 25 سنتيمتراً، وفي أكبر حالة مسجلَّة بلغ طوله أكثر من 81 سنتيمتراً، وأما القرن الخلفي فهو الأصغر حجماً. لون القرنين رمادي غامق أو أسود، وهما أكبر عند الذكور منهما عند الإناث، لكن عدى عن ذلك فإنّ الكركدن السومطري متشابه الشكل بكلا جنسيه. يعيش هذا الحيوان لما يُقدَّر بـ35 إلى 40 سنة في البرية، وأما بالأسر فإنّ الرقم القياسي المسجل هو لأنثى كركدن سومطري شمالي عاشت 32 سنة و8 شهور، وتوفيت أخيراً في حديقة حيوان لندن سنة 1900.
توجد ثنيتان كبيرتان لجلد الكركدن السومطري تدوران حول جسده، إحداهما خلف الساقين الأماميَّتين مباشرةً، والأخرى أمام الساقين الخلفيَّتين، كما توجد ثنية ثالثة أصغر حجماً حول الرقبة. جلد هذا الحيوان نفسه سميك جداً، إذ يتراوح من 10 إلى 16 ملليمتراً، ولا يبدو أن تحته أيّ طبقة من الدّهون. وأما الشعر فهو كثيفٌ خصوصاً عند الدغافل، ولونه عادةً بني مُحمَرّ، ويوجد عند هذا الحيوان شريطٌ من الشعر الطويل حول الأذنين وعند طرف الذيل. إلا أنّ رؤية شعر الكركدن السومطري صعبةٌ بالبرية لأن جلده يكون مُغطَّى بالوحل غالباً، وأما في الأسر فإن الشعر ينمو كثيراً ويصبح شديد الخشونة، وعلى الأرجح أن ذلك يعود إلى قلّة كشطه أثناء المرور بين النباتات البرية. حاسة البصر عند الكركدن السومطري - مثل جميع أنواع الكركدن - ضعيفةٌ جداً، إلا أنّه سريعٌ وذكي، فهو يتسلّق الجبال ويجتاز المنحدرات المرتفعة وضفاف الأنهار بسهولة.

## الانتشار والموطن

انتشار الكركدن السومطري تاريخياً وحالياً.

يقطن الكركدن السومطري الغابات المطيرة والمستنقعات والغابات الضبابية الثانوية المنخفضة والمرتفعة. بشكل عامٍّ يُفضِّل المناطق التليَّة (كثيرة التلال) القريبة من مصادر المياه، خصوصاً الأودية العالية المنحدرة كثيرة الأعشاب. كان يعيش هذا الحيوان فيما مضى بمنطقة واسعةٍ جداً تصل حتى شمال بورما وشرق الهند وبنغلادش، ووردت تقارير غير مؤكدة عن تواجده في لاوس وكمبوديا وفيتنام أيضاً، إلا أن ما تبقّى منه اليوم يعيش في شبه الجزيرة الماليزية وجزيرتي بورنيو وسومطرة. يأمل بعض البيئيين أنّ الكركدنا لسومطري لا زال يقطن أجزاءً من بورما، غير أن ذلك يُعتَبر غير مُرجَّح، وتحول دون التحقّق منه الاضطرابات السياسيّة في البلاد. وردت آخر تقارير مشاهدة الكركدن السومطري بحدود شبه القارة الهندية في تسعينيات القرن العشرين.
الكركدن السومطري أكثر تبعثراً في مناطق انتشاره الجغرافي من أنواع الكركدن الآسيويَّة الأخرى، ممَّا يجعل مهمة حمايته أصعب بالنسبة للبيئيّين. لا توجد سوى ستّ مناطق معروفة حالياً يتواجد فيها هذا الحيوان بأعدادٍ فوق الدّزينة، هي حدائق بوكيت باريسان وغونوغ لوسر ووي كامباس الوطنية في سومطرة، وحديقة تامان نيغارا الوطنية في شبه الجزيرة الماليزية، ومحمية تابين للحياة البرية في ولاية صباح الماليزية بجزيرة بورنيو.
وقد كانت حديقة كيرينسي سيبلات الوطنية الأكبر بجزيرة سومطرة تؤوي ما يُقدَّر بنحو 500 كركدنًا سومطريًّا في الثمانينيات، إلا أن الحيوان باتَ منقرضاً فيها اليوم جرّاء الصيد. كما أنّ بقاء أي كركدن في شبه الجزيرة الماليزية لا زال موضع شكٍّ وجدل.

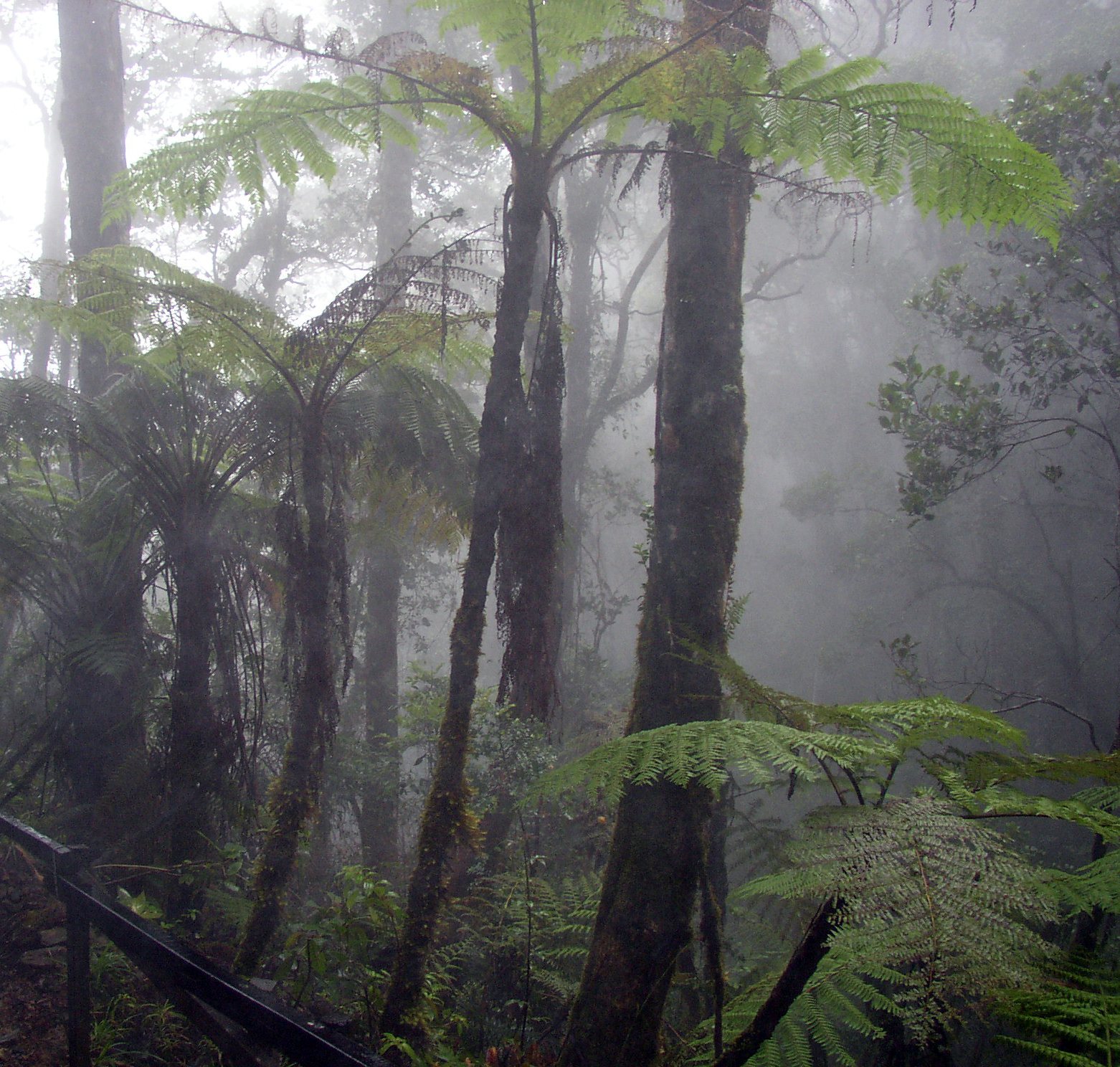
غابة ضبابية في جبل كينابالو بجزيرة بورنيو الإندونيسية.

أظهرت التحاليل الوراثية للكركدن السومطريّ في مختلف مناطق انتشاره الجغرافيّ وجود ثلاث تفرُّعات أساسية منفصلة منه عن بعضها البعض. لم يكن مضيق ملقا بين سومطرة وشبه الجزيرة الماليزية حاجزاً مانعاً بالنسبة للكركدن للتنقّل بين المناطق الجغرافية بقدر ما كانت جبال باريسان المُمتدّة على طول ساحل سومطرة، ولذلك فإنّ مجموعات الكركدن السومطريّ بشرق جزيرة سومطرة وشبه الجزيرة الماليزية أقرب ببعضها البعض من المجموعات على جانبي سومطرة الشرقي والغربي اللذين تفصل بينهما الجبال. بل والواقع أن الاختلاف الوراثيّ بين الكركدن بشبه الجزرة الماليزية وشرق سومطرة ضئيلٌ جداً، مما يُرجِّح أن المجموعتين لم تنفصلا خلال عصر البلستوسين، عندما كان مستوى البحر أكثر انخفاضاً بكثيرٍ، لدرجة أن سومطرة كانت جزءاً من برّ شبه الجزيرة الماليزية. والمجموعتان متقاربتان إلى حدّ أن إجراء التوالد الداخلي بينهما لن يسبّب مشكلة، وأما كركدن بورنيو فهو مختلفٌ وراثياً جداً عن باقي المجموعات، لدرجة أنّ وراثيّي البيئة لا ينصحون بتزاوجه معها. وقد بدأ وراثيّو البيئة حديثاً بدراسة تنوّع تجميعات المورّثات ضمن هذه المجموعات عن طريق تحديد السّواتل المجهرية. وقد أظهرت نتائج الاختبارات الأوّلية مستويات اختلافٍ بين مجموعات الكركدن السومطري قريبة منها بين أنواع الكركدن الإفريقية الأقلّ تعرّضاً لخطر الانقراض، إلا أنّ تنوع الكركدن السومطري الوراثيّ لا زال قيد الدراسة وفي مراحله الأولية.

## السلوك

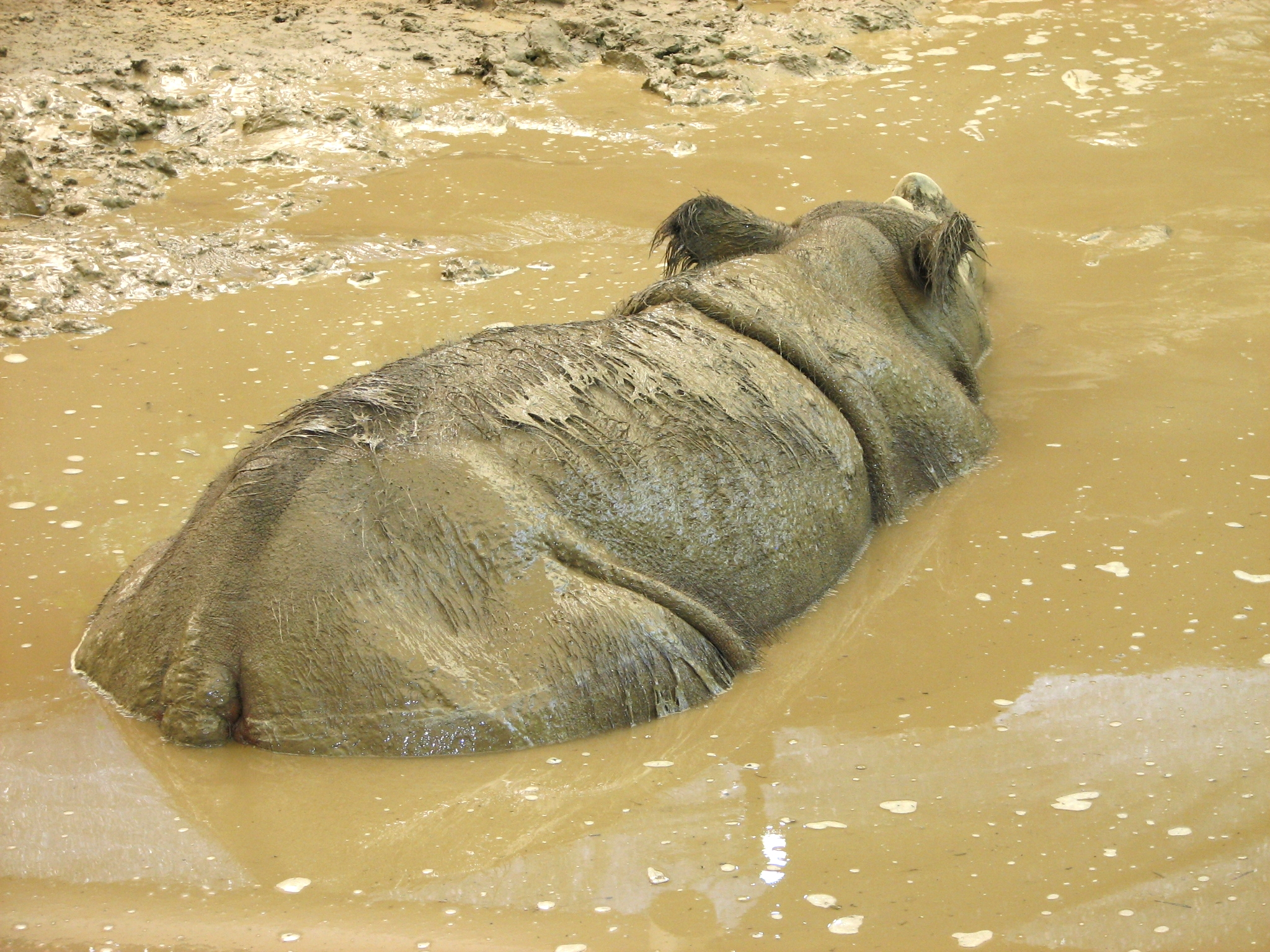
التمرُّغ بالوحل من العادات الحياتية المهمة عند الكركدن السومطري لحماية جلده من لدغات الحشرات.

الكركدن السومطريّ حيوانٌ انعزاليٌّ بطبيعته، ولا يستثنى من هذا إلا خلال موسم التزاوج أو عند رعاية الصّغار. يمكن أن يصل حجم المنطقة الخاصة بالذكور - الثيران - حتى 50 كيلومتراً مربَّعاً، وأما الإناث فتتراوح أحجام مناطقها من 10 إلى 15 كيلومتراً. وعادةً ما تفصل مسافات كبيرة خالية بين مناطق الإناث المختلفة، وأما مناطق الذكور فهي - على العكس - كثيراً ما تتطابق. ما من دلائل تشير إلى أن الكركدن السومطري يلجأ إلى القتال المباشر في نزاعاته المناطقيّة، وهو يقوم بتحديد منطقته بوسائل عدّة، بينها إزاحة التّربة بقدمه، ولوي الأشجار بأشكالٍ معيّنة، ونثر البراز. يكون الكركدن السومطريّ عادةً في ذروة نشاطه عند الأكل، أي عند الفجر أو عند الغسق. وأما في النّهار فهو يتمرّغ ببرك الوحل لتبريد جسمه ونيل قسطٍ من الرّاحة. وفي موسم الأمطار يصعد إلى مناطق أكثر ارتفاعاً، وأما في الموسم البارد فهو يعود إلى الأراضي المنخفضة. عندما لا تتوافر برك الوحل سيبحث الكركدن عن أيّ قبعةٍ موحلة ليغمر فيها أرجله وقرنه، ويساعده هذا السلوك على الحفاظ على حرارة جسمه وحماية جلده من المتطفّلات والحشرات. عندما يُحرَم الكركدن السومطري في الأسر من ممارسة التمرُّغ بالوحل بالقدر الكافي، فإنه سرعان ما سيتشقَّق جلده ويظهر عليه القيح ويواجه مشاكل في عينيه والتهاباتٍ في منخره فضلاً عن تساقط شعره، وفي نهاية المَطاف موته. توصَّلت إحدى الدراسات التي دامت 20 شهراً لسلوك التمُّرغ بالوحل عند الكركدنّ أنه لا يستعمل في الآن ذاته أبداً أكثر من ثلاث برك وحل، وبعد أن يقضي أسبوعين إلى 12 أسبوعاً في بركة معيَّنة فإنه سيتركها. عادةً ما يتمرَّغ الكركدن بالوحل في منتصف النهار لساعتين أو ثلاث ساعات (80 إلى 300 دقيقة)، قبل أن يخرج باحثاً عن الطعام. مع ذلك فإن الكركدنَّ في الأسر يُرَى أحياناً وهو يتمرَّغ لأقل من 45 دقيقة.

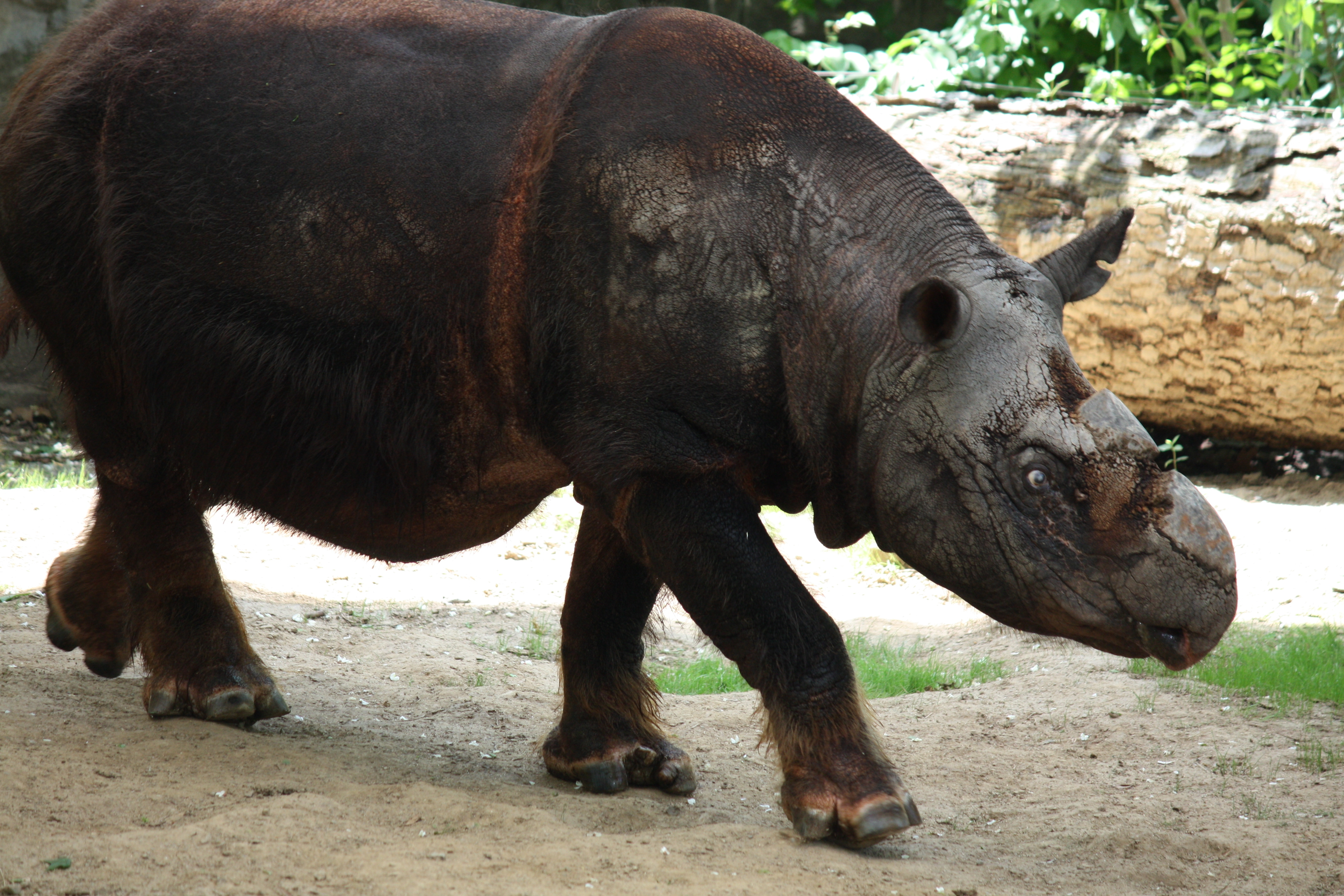
كركدنٌ في حديقة سنسناتي.

لم تُتَح الكثير من الفرص لدراسة الأوبئة عند الكركدن السومطري. تشير وثائق القرن التاسع عشر إلى أنَّ القراد وذباب النِبْر كانا يسبّبان وفاة هذه الحيوانات في الأسر آنذاك. تُعرَف هذه الثدييات أيضاً بكونها حسَّاسة لمرض الدم سورّا الذي ينشره ذباب الخيل، فقد توفّيت في عام 2004 جميع حيوانات الكركدنّ السومطري الأربعة في مركز حماية الكركدن السومطري خلال 18 يوماً بسبب هذا المرض. ليس لهذا الحيوان أيُّ مفترسون معروفون في البرية عدا البشر، ومع أن الببور والكلاب البرية قد تستطيع قتل دغافله الصَّغيرة، إلا أنَّ هذه الدغافل عادةً ما تلازم أمهاتها، وليس من المعروف مدى كثرة حوادث مقتل الدغافل. تتداخل مناطق عيش الكركدن السومطريّ مع الفيل الآسيوي والتابير الملاوي، إلا أنَّه لا يتنافس معهما على مصادر الطعام أو الموئل الطبيعي. بل إنه من المعروف عن الفيلة والكركدن السومطري أنَّهما يتشاركان مناطق العيش.
يحفر الكركدن السومطريُّ العديد من الدروب في الأرض في مناطق عيشه. هناك نوعان من هذه الدروب. فأما الدروب الأساسية فمن الممكن أن تستعملها أجيالٌ متعاقبةٌ من الكركدن كلوحاتٍ إرشادية للتنقُّل بين المناطق الهامة في إقليمه، مثل الطرق بين مسطحات الملح أو الطرق التي تساعد على اجتياز المناطق الوعرة للوصول من منطقةٍ إلى أخرى. أما في مناطق التغذي فإن دروب الكركدن ستكون أصغر حجماً وتُغطِّى بالنباتات، وهي تؤدي إلى مناطق الطعام الذي يأكله الكركدن. وجد أن بعض دروب هذه الحيوانات قد تعبر أنهاراً بعمقٍ أكبر من 1.5م وبعرض 50 سنتيمتراً، ومن المعروف عن تيَّارات هذه الأنهار أنها قوية، إلا أنَّ الكركدن السومطري أيضاً سبَّاح قوي. إذا ما كانت برك الوحل نادرةً نسبياً حول أحد الأنهار فقد يعني ذلك أن الكركدن يلجأ إلى النهر نفسه للتمرُّغ بالوحل.

### الغذاء

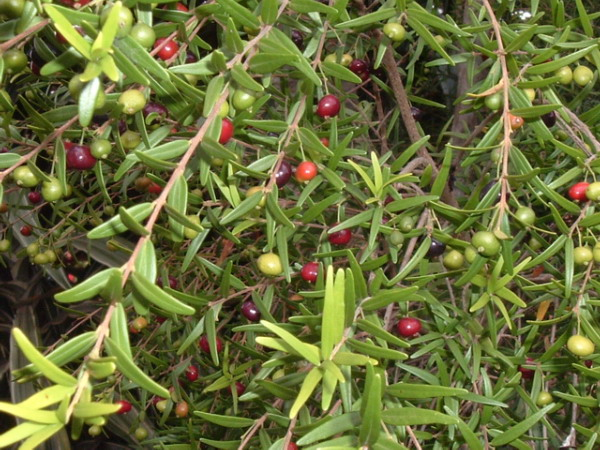
اليوجينيا، أكثر النباتات التي تقتات عليها الكركدنات السومطرية.

يحصل الكركدن السومطري على معظم غذائه في الصَّباح الباكر أو قبل غروب الشمس مباشرةً. هذه الحيوانات عاشبة في غذائها، فهي تأكل الشجيرات الصغيرة والأوراق والثمار والغصينات والبراعم. عادةً ما يأكل الكركدن الواحد نحو 50 كيلوغراماً من الطعام كل يوم. وقد وجد الباحثون - عبر دراسة روث الحيوان بالدرجة الأولى - أنه يتغذى على أكثر من 100 نوعٍ من النباتات. إلا أنَ أهمُّ جزءٍ من غذائه هو الشجيرات التي يتراوح قطر جذعها من سنتيمترٍ واحد إلى 6 سنتيمترات، وهو عادةً ما يبدأ بدفعها إلى الأرض مستعملاً جسمه، ثم يمشي فوقها دون الدوس عليها ليأكل أوراقها. لا توجد العديد من أنواع النباتات التي يعتمد عليها الكركدن السومطري في غذائه سوى في مناطق صغيرة، ممَّا يوحي بأنه كثيراً ما يغير عاداته الغذائية حسب موقعه الجغرافي. من بين أبرز النباتات التي يأكلها هذا الحيوان الفربيونية والفوية وغيرها.
غذاء الكركدن السومطري ذو الطبيعة النباتية غنيٌّ بدرجةٍ كبيرة بالألياف الغذائية، إلا أنَّه معتدلٌ في احتوائه على البروتين. تعتمد هذه الحيوانات بدرجةٍ كبيرة على المسطَّحات الملحية للحصول على الأملاح التي يحتاجها لنظامه الغذائي. قد تكون هذه المسطحات ينابيع حارَّة صغيرة أو تجمُّعات للماء المالح الجافّ أو براكين طينية. تخدم المسطَّحات الملحية حياة الكركدن الاجتماعية أيضاً، إذ تجوبها الذكور بحثاً عن رائحة الإناث في مواسم التزاوج. إلا أنَّ بعض جماعات الكركدن السومطري تعيش في أماكن لا تتوافر فيها المسطَّحات الملحية بكثرة، وعندها ستضطرُ إلى الاعتماد على النباتات الغنية بالمعادن والأملاح لسدّ احتياجها الغذائي من هذا العنصر.

### التواصل
الكركدن السومطري هو الأكثر اعتماداً على التواصل بالصَّوت من بين جميع أنواع الكركدن. تظهر مراقبة الحيوان في الأسر أنَّه يصدر الأصوات على الدوام تقريباً، كما أنه يفعل ذلك في البرية. يصدر الكركدن ثلاثة أنواعٍ مختلفة من الأصوات: هي الإيب، والحوت، ونفخ الصفير. الإيب هو نباحٌ قصير بطول ثانية واحدةٍ، يعد أكثر أصوات هذه الحيوانات شيوعاً. أما الحوت - الذي حازَ اسمه لتشابهه مع أصوات الحوت السنامي - فهو أكثر الأصوات شبهاً بالأغنية وثاني أكثرها شيوعاً. تختلف درجة هذا الصوت وقد يستمرُّ مدة تتراوح من أربع إلى سبع ثوان. وأما نفخ الصفير فهو الأكثر ضجيجاً من بين أصوات هذه الحيوانات، حيث يُنفَخ الهواء في تعاقبٍ سريع لإصدار الضجيج. إن علوَّ هذا الصوت كافٍ لجعل الأعمدة الحديدية في سور قفص الحيوان تهتزّ. الغاية من هذه الأصوات غير معروفة، إلا أنَّه يعتقد أنها تلعب دوراً في الإنذار من الخطر والاستعداد للتزاوج وتحديد الموقع.
يمكن أن يُسمَع نفخ الصفير من على مسافاتٍ هائلة، حتى في بيئة الغابات الكثيفة التي يسكنها الكركدن السومطري، فمن المحتمل أنَّها تسمع من مسافةٍ تصل إلى نحو 10 كيلومترات.

### التكاثر

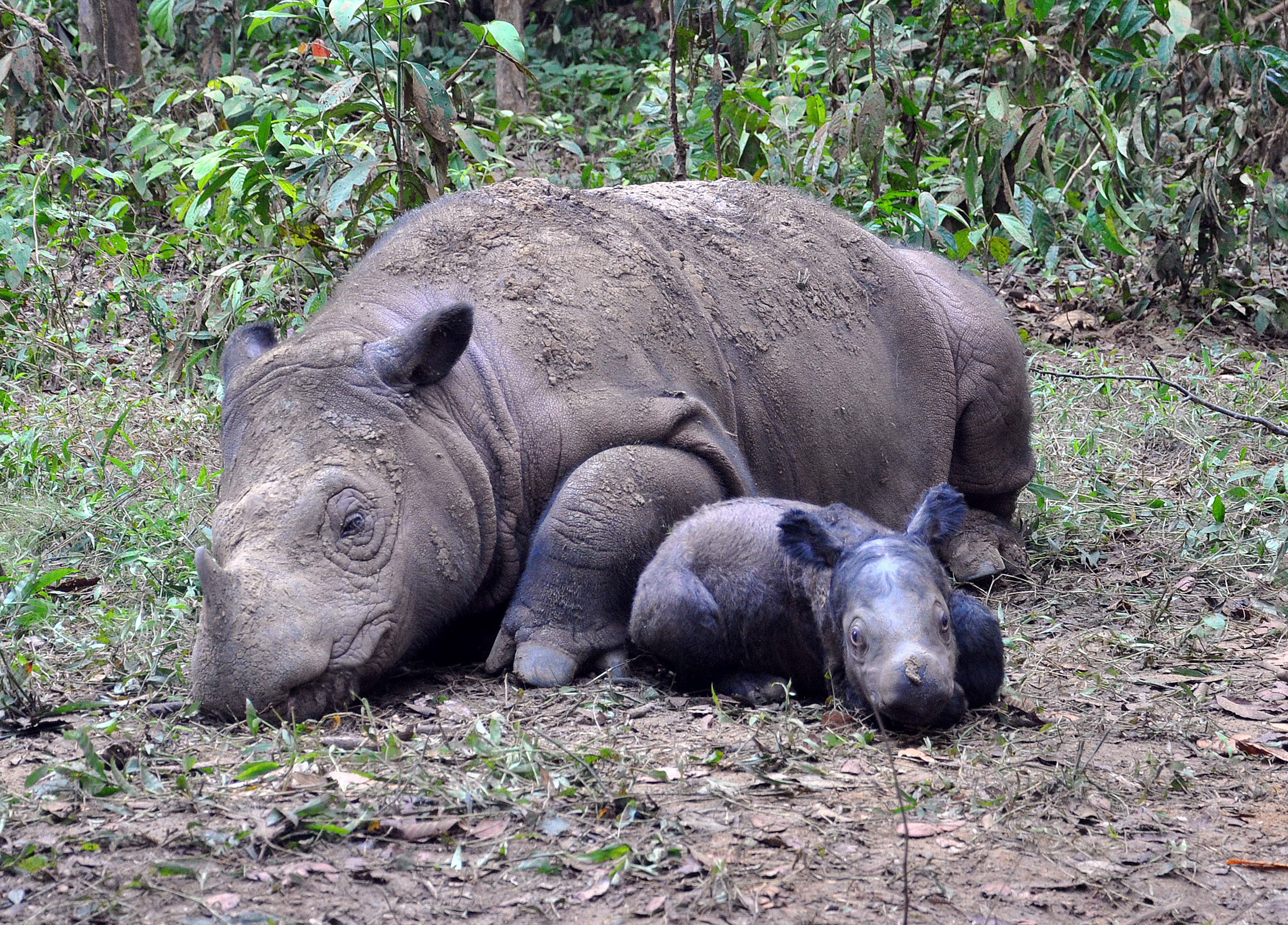
أم مع دغفلٍ بعمر بضعة أيام.

تنضج إناث الكركدن السومطري جنسياً عند عمر الـ6 إلى 7 سنوات، فيما أن الذكور تنضج عند الـ10 سنوات. تدوم فترة الحمل 15 إلى 16 شهراً، ليولد دغفلٌ بوزن 40 إلى 60 كلغم. يصل الدغفل الفطام بعد نحو 15 شهراً، إلا أنَّه يظلُّ مع أمه طوال السنتين أو الثلاث سنوات الأولى من حياته. يُقدَّر الفاصل بين كل فترة حملٍ والأخرى لهذه الحيوانات في البرية بنحو أربع إلى خمس سنوات. رغم ذلك، فإن طبيعة تربية أمهات الكركدن السومطري لدغافلها لم تُدرَس بالدرجة الكافية.

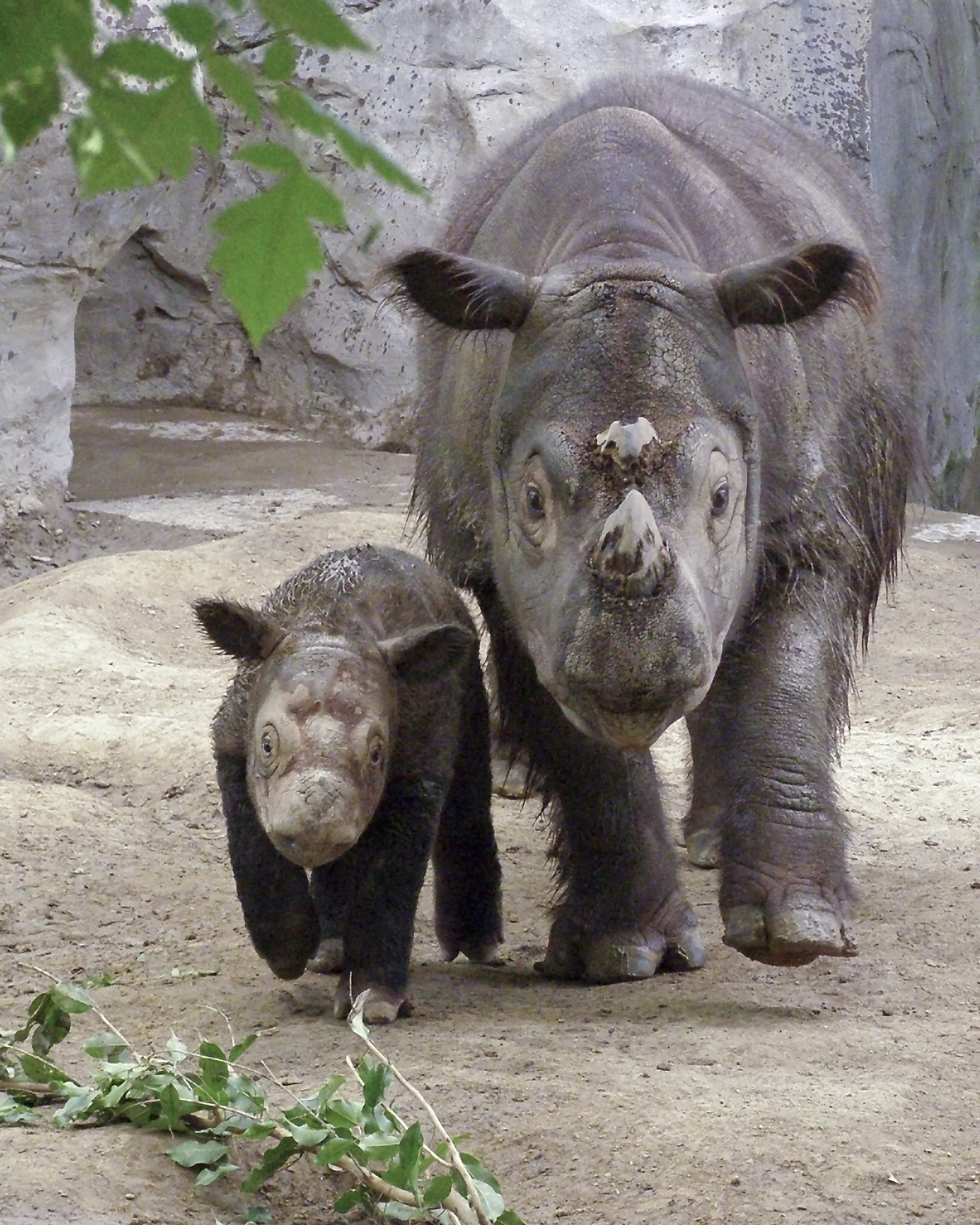
الدغفل الصغير هارابان - المولود عام 2007 - مع أمّه إيمي، وهو ثالث دغفل يولد في الأسر خلال أكثر من قرن.

دُرِسَت عادات الكركدن السومطري التكاثرية اعتماداً على أفرادٍ موجودين في الأسر بالدرجة الأولى. تبدأ العلاقة الجنسية بفترة مغازلةٍ، يرافقها ازدياد التواصل الصوتي بين الزوجين، وإبداء إشارات مثل رفع الذيل والتبول وزيادة الاحتكاك الفيزيائي، ويسعمل الذكور والإناث الخطم لضرب رؤوس بعضيهما البعض. يشبه هذا الأسلوب في المغازلة بدرجةٍ كبيرة ذاك عند الكركدن الأسود. كثيراً ما تكون ذكور هذه الحيوانات اليافعة شديدة العدائية مع الإناث، فقد تتسبَّب بجرحها أو حتى بقتلها خلال المغازلة، وقد تهرب الإناث بعيداً في البرية من الذكور العدائية، لكنها لا تستطيع ذلك في الأسر بسبب ضيق مساحة الأقفاص، وقد تساهم عدم قدرة الإناث على الهروب من الذكور العدائية بشكلٍ جزئيٍّ في بطء عمليات إكثار الكركدن السومطري بالأسر.
تستمرُّ مدة قابلية التزاوج - حيث تكون الإناث مستعدَّة لاستقبال الذكور - نحو 24 ساعة، وتشير الدراسات إلى أنها تتكرَّر مرة جديدة كل 21 إلى 25 يوماً. يأخذ الجماع مدَّة 30 إلى 50 دقيقة، وهي مدَّة شبيهة بتلك التي تأخذها أنواع الكركدن الأخرى، وذلك مع أنَّ الأمر قد يأخذ وقتاً أطول في بعض الأحيان. رغم أن هذا العملية كانت تسير على ما يرامٍ في الأسر بالكثير من الأحيان، إلا أنَّ الحمل كان يفشل لاحقاً لأسباب مختلفة، وذلك حتى نجح الباحثون باستيلاد أول كركدنٍ سومطري في الأسر عام 2001. حيث اكتشفت دراسات فشل الحمل في حدائق الحيوان أنَّ إباضة هذه الحيوانات كانت تُستَحثٌّ بالتزاوج، وأن لدى إناثها مستويات بروجستيرون يصعب التنبؤ بها مسبقاً، ومن هنا تمكَّن العلماء - عبر منح الإناث كميات إضافية من البروجستيرون - من الحصول على ولادات ناجحةٍ في أعوام 2001 و2004 و2007. ومع ولادة حديثةٍ لدغفل في غربي إندونيسيا، لا توجد حتى الآن سوى خمس حالات ولادة ناجحة للكركدن السومطري في الأسر خلال أكثر من قرنٍ وربع من الزمن.

## الحماية
كان الكركدن السومطري فيما مضى منتشراً بكافَّة منطقة جنوب شرق آسيا، أما الآن فيُقدَّر أنه بقي منه أقلُّ من 80 رأس. يُصنَّف النوع كنوع معرَّض لخطر الانقراض للغاية، وذلك بالدرجة الأولى نتيجة صيده غير القانوني. كان يُقدَّر معدل انحدار أعداد هذه الحيوانات حتى مطلع التسعينيات بنحو 50% كل عشر سنوات. أما الآن بعد تبقّي عددٍ صغير من أفراده المبعثرين، فإنَّهم يواجهون خطر الضعف الجيني الناتج عن التوالد الداخلي. معظم أفراد الكركدن السومطري الحيَّة الآن تقطن مناطق جبلية صعبة المسالك في إندونيسيا.

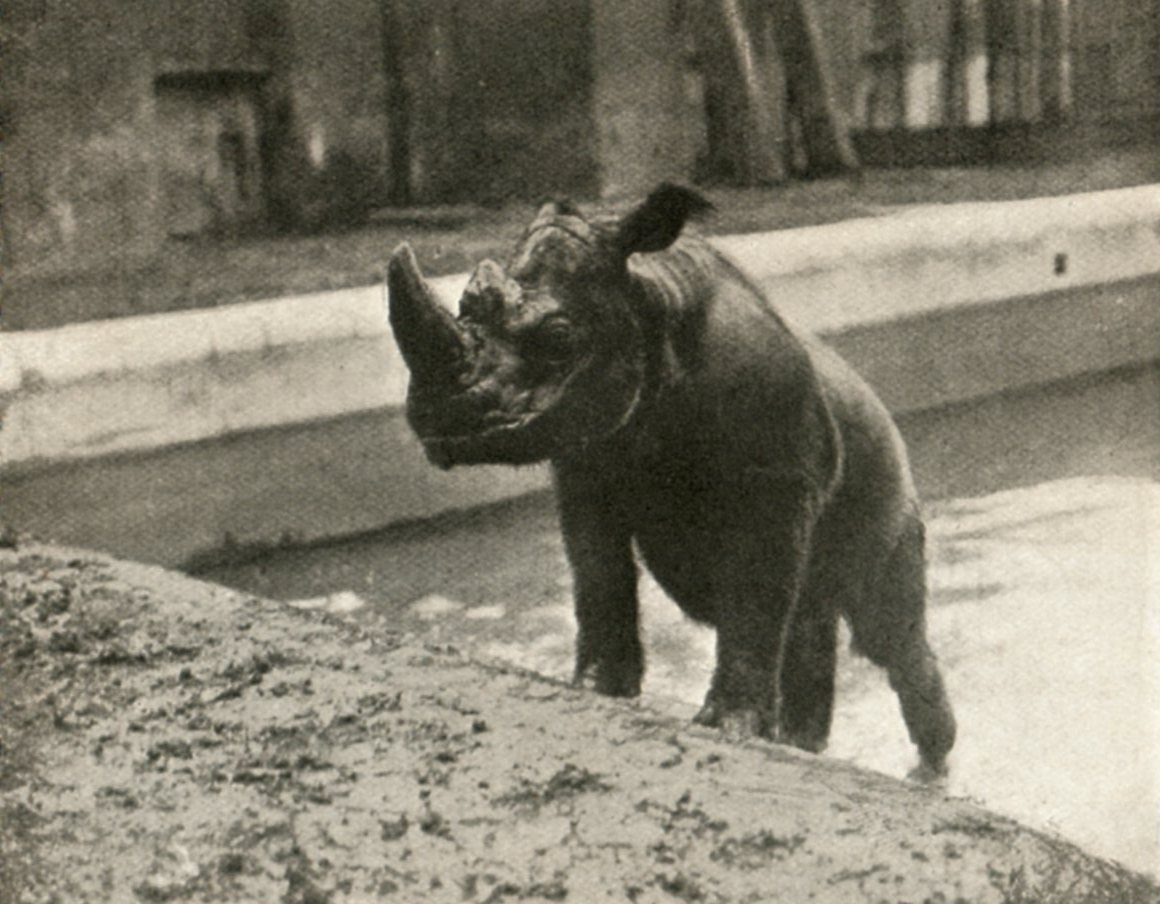
جاكسون، كركدن في حديقة حيوانات لندن من تحت نوع "D. s. lasiotis" المنقرض.

يمثل صيد هذه الحيوانات غير القانوني مصدر قلقٍ كبير، إذ يُقدَّر سعر قرونها بنحو 30,000 دولار أمريكي لكل كيلوغرام. اصطيد الكركددا لسومطري بأعدادٍ كبيرة لقرون سعياً وراء قرونه، ممَّا أدى إلى وصول أعداده حالتها الآن، والتي لا زالت في انحدارٍ مستمرّ. من الصعب مراقبة وصيد هذه الحيوانات مباشرةً (حتى أن أحد الباحثين الميدانيين قضى سبعة أسابيع في تجويف شجرةٍ قرب مسطح ملحيّ دون حتى أن يتمكَّن من مشاهدة أحدها)، لذلك فإن الصيادين يعتمدون على أفخاخ الحفر والرماح للإمساك بها. حتى سبعينيات القرن العشرين على الأقل، كان أهالي جزيرة سومطرة الإندونيسية يستعملون أجزاء جسد الكركدن استعمالاتٍ مختلفة، مثل استعمال قرونه في صنع التمائم سيراً وراء معتقد شعبيٍّ يفيد بأن هذه القرون تحمي صاحبها من السموم. أما لحم الكركدن المجفَّف فهو يستعمل في الطبّ لعلاج الإسهال والجذام والسل. وأما «زيت الكركدن» - وهو ما يبقى بعد نقع جمجمة الحيوان في زيت جوز الهند لبضعة أسابيع - فإنه يستعمل لعلاج أمراض الجلد. رغم ذلك، فإنَّ مدى نطاق استعمال هذه الوسائل ومدى شعبيَّتها غير معروفان. كان يعتقد في الماضي أن قرون هذه الحيوانات تستعمل على نطاقٍ واسع بصفتها منشطات جنسية طبيعية، إلا أنَّه تبين لاحقاً أن الطب الصيني لم يكن يستعملها لهذا الغرض مطلقاً. رغم ذلك، فإن السبب الأساسي وراء صيد الكركدن السومطري كان الحصول على قرونه لاستعمالها في أغراض طبية.
يقطن الكركدن السومطري الغابات المطيرة في ماليزيا وإندونيسيا، وهي بيئة تُستَهدف بقطع الأشجار القانوني وغير القانوني - على حدّ سواء - بدرجةٍ كبيرة، سعياً وراء أخشابها الجيّدة، ممَّا يتسبَّب بدفع ما يصل إلى 1,800 دولار مقابل كلِّ متر مربَّع. من جهةٍ أخرى، فإن تطبيق القانون وكبح قطع الأشجار غير القانوني صعبٌ، كون الأهالي يعيشون قرب غابات الكركدن أو في نفس غاباته. بل وقد استعمل زلزال وتسونامي المحيط الهندي 2004 لتبرير المزيد من عمليات اجتثاث الأشجار، فمنذ ذلك الحين ازداد عدد تراخيص القطع التي تمنحها الحكومة ضمن غابات الكركدن السومطري بدرجةٍ كبيرة. في الماضي، اعتقد أن الكركدن السومطري حيوانٌ عالي الحساسية لتدمير بيئته الطبيعية، لكن على ما يبدو أن ضرر هذه الظاهرة قليلٌ مقارنة بصيده، حيث يمكنه التكيُّف مع أي بيئة أحراش مهما كانت. أطلقت وزارة البيئة الأندونيسيَّة برنامجًا لِتعداد رؤوس الكركدنَّات السومطريَّة الباقية خلال شهر فبراير 2019، على أن تنتهي منه خلال ثلاث سنوات.

### في الأسر

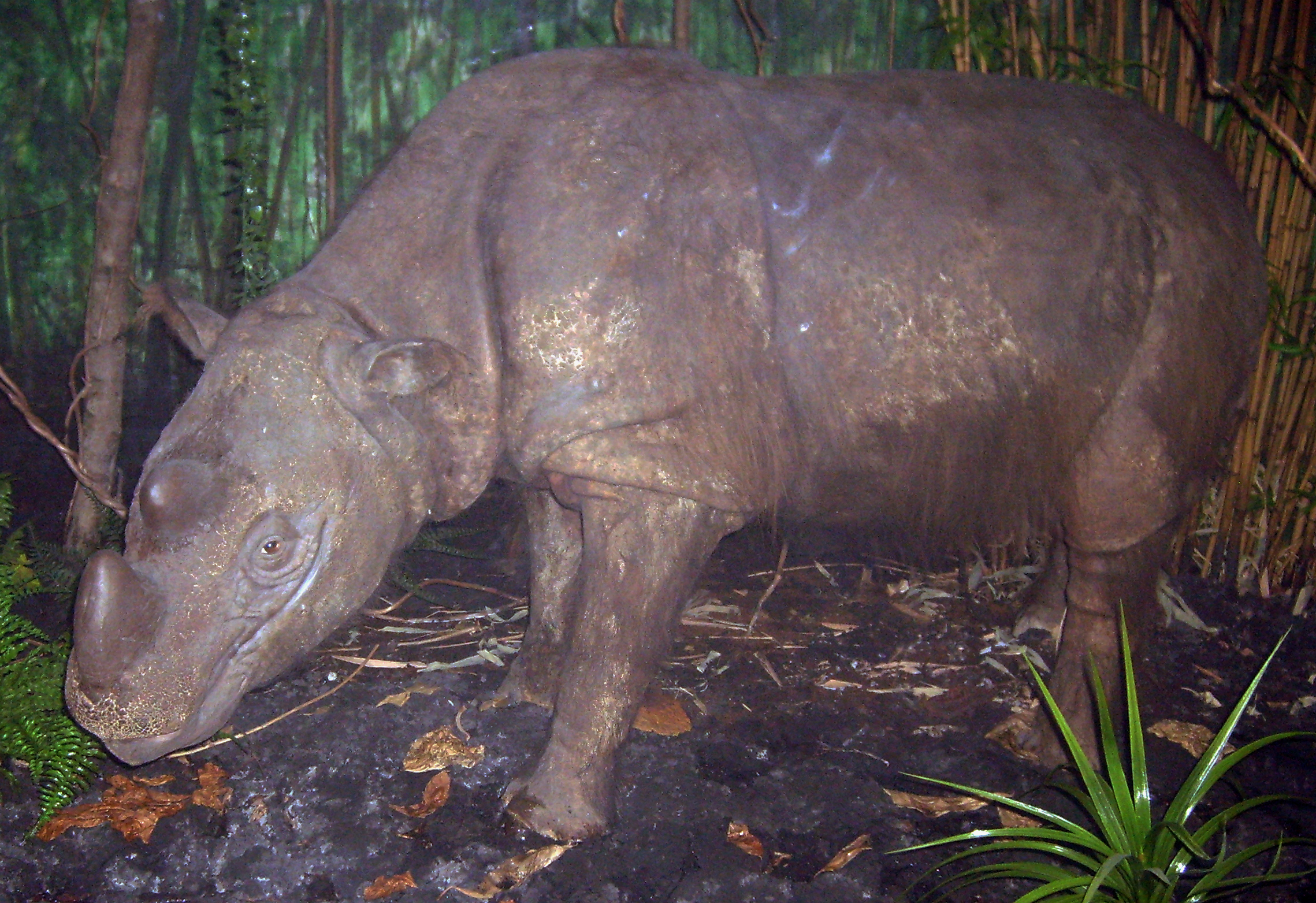
البقايا المحنَّطة لآخر كركدن سومطري عاش في حديقة حيوانات كوبنهاغن، نفق في عام 1972.

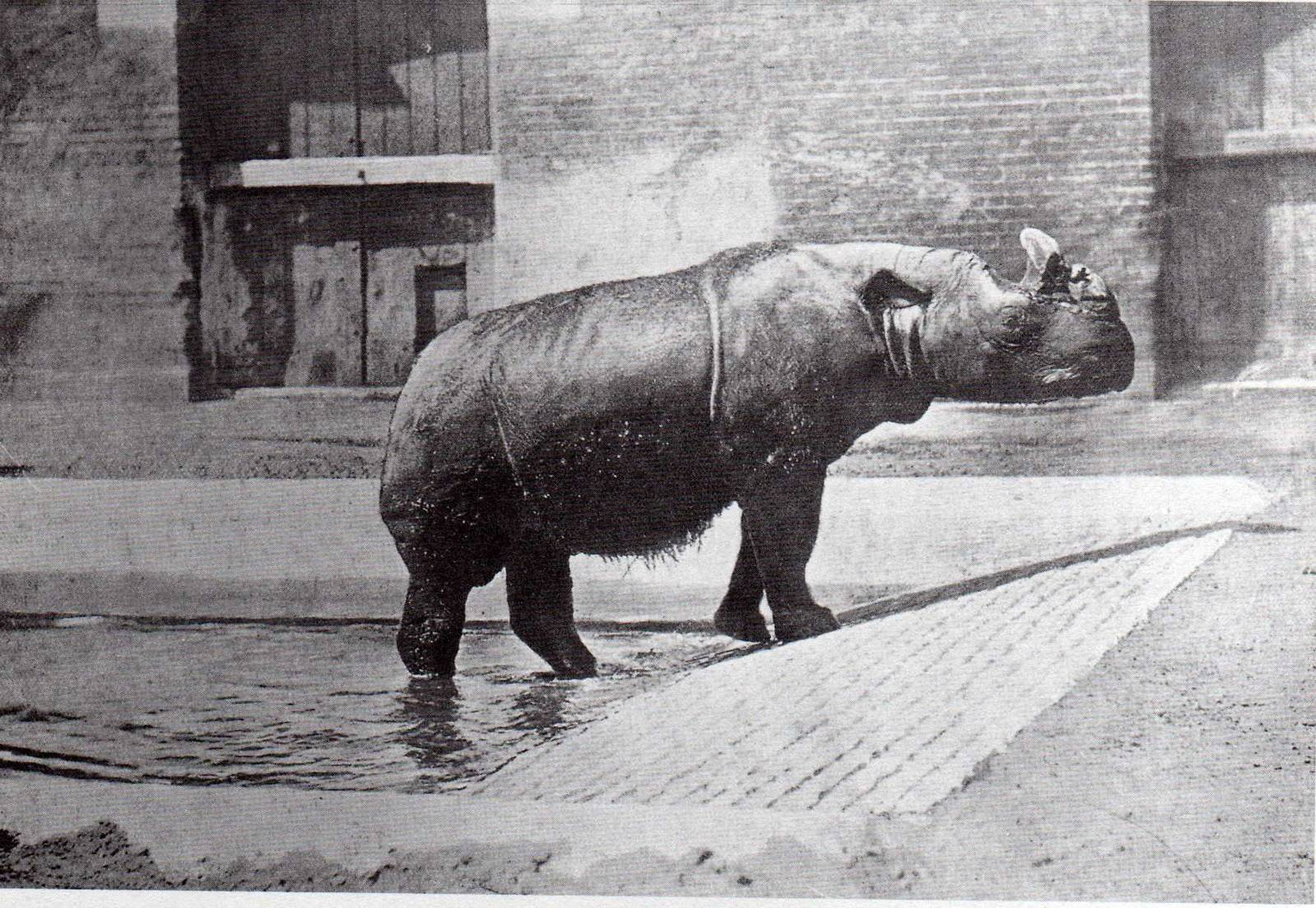
بيغوم، إحدى أولى إناث الكركدن السومطري التي وضعت في الأسر، نفقت عام 1900.

رغم ندرة الكركدن السومطري، إلا أنَّه كان يعرض في حدائق الحيوان لنحو قرنٍ ونصف من الزمن. حصلت حديقة حيوان لندن على فردين منه عام 1872، أحدهما أنثى اسمها «بيغوم» كانت قد أمسكت في شيتاغونغ عام 1868، وظلَّت حية في الحديقة حتى عام 1900، وهي أطول حياةٍ عاشها كركدن سومطري في الأسر على الإطلاق. انتمت بيغوم إلى تحت نوع منقرضٍ من الكركدن السومطري كان يُسمَّى علمياً باسم "D. s. lasiotis". في ذلك الحين، ادَّعى فيليب سكلارتر - أمين سر جمعية علم الحيوان بلندن - أنَّ أول كركدن سومطري في تاريخ حدائق الحيوان كان موجوداً في حدائق هامبورغ الحيوانية منذ عام 1868، أي قبل بيغوم حتى. رغم ذلك، لم تزدهر هذه الحيوانات كثيراً خارج موطنها الأصلي، فقد سُجِّلت حالة ولادة ناجحةٍ واحدةٌ للكركدن السومطري في حديقة حيوانات كالكوتا عام 1889، إلا أنَّها كانت الوحيدة من نوعها خلال القرن الآتي، حيث لم تُسجَّل طوال القرن العشرين أي ولادة ناجحة لكركدن في حديقة حيوانات. في عام 1972، ماتت «سوبور» - آخر كركدن سومطري متبقٍّ في الأسر - في حديقة حيوانات كوبنهاغن.
رغم الصعوبات العديدة التي واجهت إكثار هذا النوع، فقد بدأت بعض المنظمات البيئية في مطلع الثمانينيات بإطلاق برامج لاستيلاده في الأسر. نقل هذا البرنامج بين عامي 1984 و1996 نحو 40 كركدن سومطري من موطنها الطبيعي إلى حدائق حيوان في مختلف أنحاء العالم. كانت الآمال أول الأمر عالية، وأجريت بحوثٌ كبيرةٌ حول أسلوب عيش هذه الحيوانات بناءً على أفرادها الموجودين في الأسر، لكن وحتى نهاية التسعينيات لم تكن هناك حالة ولادةٍ واحدةٍ ضمن البرنامج، وأقرَّ معظم مؤيديوه بأنه انتهى بالفشل. كانت قد أطلقت هذا البرنامج مجموعة متخصّصي الكركدن الآسيوية التابعة للاتحاد العالمي للحفاظ على الطبيعة، إلا أنَّها هي نفسها أعلنت في عام 1997 أنها فشلت «حتى في الحفاظ على النوع ضمن ظروفٍ أخلاقية مقبولة»، حيث أنَّه - فضلاً عن انعدام الولادات - فقد توفّي 20 من الحيوانات المأسورة. انتشر في عام 2004 مرض السورا في مركز حماية الكركدن السومطري ليتسبَّب بمقتل جميع أفراد الكركدن السومطري الباقية بالأسر في شبه الجزيرة الماليزية، لينخفض عددها في الأسر عالمياً إلى ثمانية فقط.

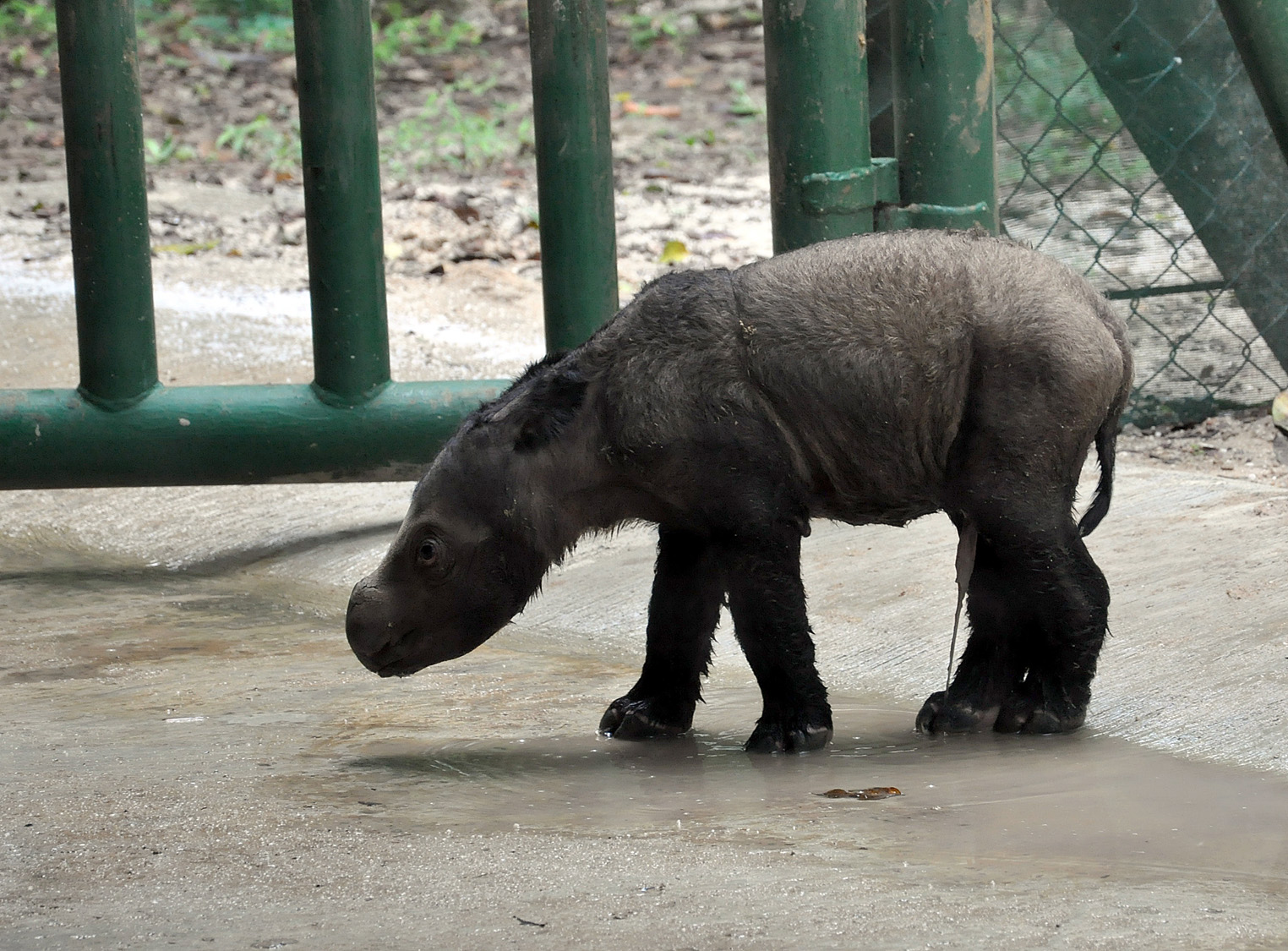
دغفل صغير في الأسر.

أرسلت سبعٌ من هذه الحيوانات إلى الولايات المتحدة، فيما أبقى الأخير في جنوب شرق آسيا. إلا أنَّ عددها تضاءل بحلول عام 1997 إلى ثلاثة فقط، وهي أنثى في حديقة حيوانات لوس أنجلوس (إيمي)، وذكر في حديقة حيوانات سنسناتي (لبوه)، وأنثى في حديقة حيوانات برونكس. وقد جُمِعَت الحيوانات الثلاثة - في محاولةٍ أخيرة - بحديقة حيوانات سنسناتي، حيث أجريت عليها محاولات إكثار فاشلة لسنوات، حملت خلالها إيمي خمس مرَّات متتالية لم تنجح فيها بوضع دغفل أي مرة. في المرة السادسة، أدرك الباحثون - من دراسة التجارب السابقة - أن الإناث تحتاج إلى جرعاتٍ هرمونية إضافية من البروجستيرون لضمان ولادتها، فتكمنوا بإعطائها جرعاتٍ من هذه الهرمونات من استيلاد دغفل بصحة جيّدة من إيمي في شهر سبتمبر عام 2001، سُمِّي «أندالاس»، وهو اسم إندونيسي لجزيرة سومطرة. كان أندالاس أول حالة ولادة ناجحة لكركدن سومطري في الأسر منذ 112 سنة. وقد تبعته أنثى صغيرة باسم «سوسي» (تعني «خالص» بالإندونيسية) في 30 يوليو عام 2004. ثم ولدت إيمي مرة ثالثةً في 29 أبريل عام 2007، لتضع دغفلاً ذكراً باسم «هارابان» (تعني «الأمل» بالإندونيسية). أعيد أندالاس - الذي كان يعيش آنذاك في حديقة حيوانات لوس أنجلوس - إلى جزيرة سومطرة عام 2007، ليشارك ببرامج إكثارٍ مع إناث بصحَّة جيدة، ليلد في 23 يونيو عام 2012 دغفلاً ذكراً باسم «أنداتو»، وهو رابع دغفلٍ يولد في الأسر خلال القرن الحالي.
رغم النجاح الذي حُقِّق حديثاً في إكثار هذه الحيوانات بحديقة سنسنّاتي، إلا أنَّ برنامج إكثارها بالأسر بصورةٍ عامة واجه انتقادات كثيرة. يحاجج مؤيّديو البرنامج بأن حدائق الحيوانات ساعدت جهود حماية الكركدن السومطري عبر إتاحة دراسة عاداته التكاثرية، ليساعدوا على نشر الوعي الشعبي وتعليم الناس عن الكركدن، وفي الآن ذاته الحصول على دعم مالي لدعم جهود الحماية في سومطرة. إلا أنَّ المعارضين - من جهة أخرى - يحاججون بأن الخسائر كبيرةٌ جداً، والتكاليف عالية جداً، وبأن إخراج الكركدن من موطنه الطبيعي - حتى ولو مؤقتاً - يفسد دوره البيئي الطبيعي، حيث لا يمكن لجماعات الكركدن في الأسر أن تجاري بمعدَّلات تكارثها وتعافيها تلك في المناطق المحمية بالبرية.

### نفوق تام
آخر ذكور الكركدن السومطري في ماليزيا، تام، نفق في يوم 27 مايو 2019 تاركًا وراءه أنثى واحدة فقط من نفس النويعة النادرة في الأسر. حيث نشر خبر نفوقه تحالف اتحاد الكركدنات في بورنيو (بورا BORA) في بيان على موقع فيسبوك يوم الاثنين، قائلاً: «بقلوب مليئة بالأسى، نشاطركم الأخبار المأساوية عن تام، آخر كركدن مالاوي في سومطرة، قد وافته المنية». وقالت بورا إن تام كان يعاني من فشل في الأعضاء قبل نفوقه.
كان تام قد وقع في الأسر وجلب للعيش في محمية صباح للحياة البرية. حيث كان من المأمول أن يتكاثر مع الكركدنات الأنثى الأسيرة، ولكن الآمال تحطمت عند اكتشاف أن الإثنين كانا يعانيان من العقم. وبنفوق تام لم يتبقى كركدن سومطري في ماليزيا إلا أنثى تدعى إيمان، وقد نفقت إيمان هي الأخرى بعد صراع مع السرطان يوم 24 نوفمبر 2019 لتختفي بذلك الكركدنات السومطرية في ماليزيا.

## في الثقافة الشعبية

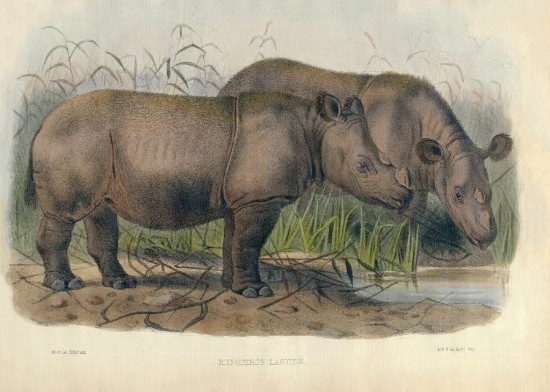
رسم لـ"بيغوم" يعود إلى عام 1872.

لم يكن الكركدن السومطري معروفاً كثيراً خارج موطنه الأصلي، عدا عن القليل من أفراده الذين عرضوا في حدائق الحيوان ورسموا بالكتب العلمية، حيث طغت عليه أنواع الكركدن الأخرى السوداء والبيضاء والهندية. رغم ذلك، بدأت مقاطع فيديو لهذه الحيوانات بالظهور مؤخراً في العديد من وثائقيات الحياة البرية. فقد ظهرت الكثير من المقاطع التي تظهر هذه الحيوانات في الوثائقي الآسيوي The Littlest Rhino. كما عرضت على قناة Natural History New Zealand النيوزلندية مقاطع لكركدنٍ سومطري التقطها مصوّر يعمل عملاً حراً، ظهرت في وثائقي لعام 2001 باسم The Forgotten Rhino عن الكركدن في إندونيسيا والهند.
بدأت صور الكركدن السومطري في جزيرة بورنيو بالانتشار على نطاقٍ واسع بين علماء الطبيعة الحديثين في عام 2006، عندما نجح مصورون بأخذ لقطات لأفراد بالغة من هذه الحيوانات في غابات صباح بماليزيا. في 24 أبريل عام 2007، أعلن عن التقاط أول صور بالفيديو لكركدن بري في جزيرة بورنيو. حيث التقط مقطع ليليٌّ لكركدن وهو يتغذى على أوراق النباتات في الأدغال، ويتفحَّص كاميرا التصوير. التقط الفيديو الصندوق العالمي للطبيعة، الذي استغلَّه في جهود لإقناع الحكومة المحلية بتحويل منطقة التصوير إلى محمية للكركدن. استمرَّت المراقبة، ونصبت 50 كاميرا جديدة في الموقع، حيث صورت في شهر فبراير عام 2010 مقاطع لأنثى حاملٍ من الكركدن السومطري.
كان قد جمع عدد من علماء الطبيعة والصيَّادين الأوروبين خلال فترة الاستعمار بعض الحكايات الشعبية والأساطير المحلية التي تدور حول الكركدن السومطري، وذلك منذ منتصف القرن التاسع عشر حتى مطلع القرن العشرين. ففي بورما كان هناك معتقد شائع في الماضي يقضي بأنَّ هذه الحيوانات تأكل النار. وتروي بعض الحكايات أنَّ هذه الكائنات آكلة النار كانت تتبع الدخان أينما رأته باحثةً عن مصدره، خصوصاً نيران المخيَّمات، حيث كانت تهاجم المخيَّم ومن فيه. بل وكان هناك معتقد بورمي يفيد بأن أفضل وقت لصيد الكركدن هو شهر يوليو، حيث تتجمَّع هذه الحيوانات تحت القمر البدر. وأما في شبه جزيرة الملايو فقد كان يقال أن قرن هذه الحيوانات مجوَّف من الداخل، ومن الممكن أن يستعمل لاستنشاق الهواء أو شرب الماء. كان يعتقد كذلك في الملايو وسومطرة أن الكركدن كان يستبدل قرنه كل عامٍ ويدفنه تحت الأرض، وقيل في بورنيو أنه كان حيواناً مفترساً يغوص في النهر ليلتهم الأسماك.

## وصلات خارجية
- معلومات و صور عن الكركدن السومطري في موقع مركز إنقاذ الكركدن
- الكركدن السومطري في أركيف.
- صندوق وحيدة القرن وغاباتها
- اتحاد وحيدة القرن في بورنيو